# Вікові ялинові насадження (заповідне урочище)
Вікові́ яли́нові наса́дження — лісове заповідне урочище в Україні. Розташоване в межах Костопільського району Рівненської області, на північ від міста Костопіль. 
Площа 3,9 га. Створений рішенням Рівненського облвиконкому № 213 від 13.10.1993 року. Перебуває у віданні ДП «Костопільський лісгосп» (Костопільське лісництво, кв. 26, вид. 44). 
Статус присвоєно для збереження насаджень ялини. Це ділянка високобонітетного ялиново-соснового лісу з домішками берези. Вік дерев 130 років, висота 35-40 м. Зімкненість крон — 0,8. Підлісок утворюють ліщина звичайна, крушина ламка, горобина, вовчі ягоди звичайні.